# Haugh
Haugh is een civil parish in het bestuurlijke gebied East Lindsey, in het Engelse graafschap Lincolnshire. In 2001 telde het dorp 9 inwoners. Haugh komt in het Domesday Book (1086) voor als 'Hag(h)e'.
De aan de heilige Leonardus gewijde parochiekerk, waarvan delen uit de dertiende eeuw stammen, staat op de Britse monumentenlijst.